# Леппявирта
Ле́ппявирта (фин. Leppävirta) — община в провинции Северное Саво, губерния Восточная Финляндия, Финляндия. Общая площадь территории — 1519,67 км², из которых 383,62 км² — вода.

## История
28 февраля 1808 года, в ходе русско-шведской войны, здесь произошло сражение между полуторатысячным войском русской императорской армии с частями шведской армии; несмотря на двукратное превосходство шведов в численности, русские одержали победу, благодаря искусным действиям, неожиданному для противника построению боевого порядка на льду озера и отличным действиям конницы. В стратегическом отношении бой имел важные последствия: шведы отступили на север, очистив даже Куопио, который затем был без боя занят Тучковым.
В 2014 году лицей Леппявирта признан лучшим лицеем страны.

## Демография
На 31 января 2011 года в общине Леппявирта проживают 10538 человек: 5299 мужчин и 5239 женщин.
Финский язык является родным для 98,64 % жителей, шведский — для 0,06 %. Прочие языки являются родными для 1,31 % жителей общины.
Возрастной состав населения:
- до 14 лет — 15,34 %
- от 15 до 64 лет — 61,72 %
- от 65 лет — 23,11 %

Изменение численности населения по годам:
| Год  | Численность |
| ---- | ----------- |
| 1980 | 11560       |
| 1990 | 11670       |
| 2000 | 11085       |
| 2010 | 10556       |
| 2011 | 10538       |